# Hypsibius vaskelae
Hypsibius vaskelae (лат.) — вид тихоходок из класса Eutardigrada. Открыт и описан российским биологом из СПбГУ к. б. н. Денисом Тумановым. Назван в честь деревни Васкелово Ленинградской области.

## История открытия
Три экземпляра новой тихоходки учёный (в то время ещё аспирант) нашёл в безымянном озере около станции Васкелово во Всеволожском районе Ленинградской области в 1993 году, когда собирал пробы в местных водоемах.

## Описание
Размер 0,3 мм. Самки во время линьки сбрасывают кутикулу и откладывают в неё яйца.
По словам первооткрывателя, Hypsibius vaskelae относится к редкой группе видов и, возможно, является реликтом.